# Словаки в Угорщині

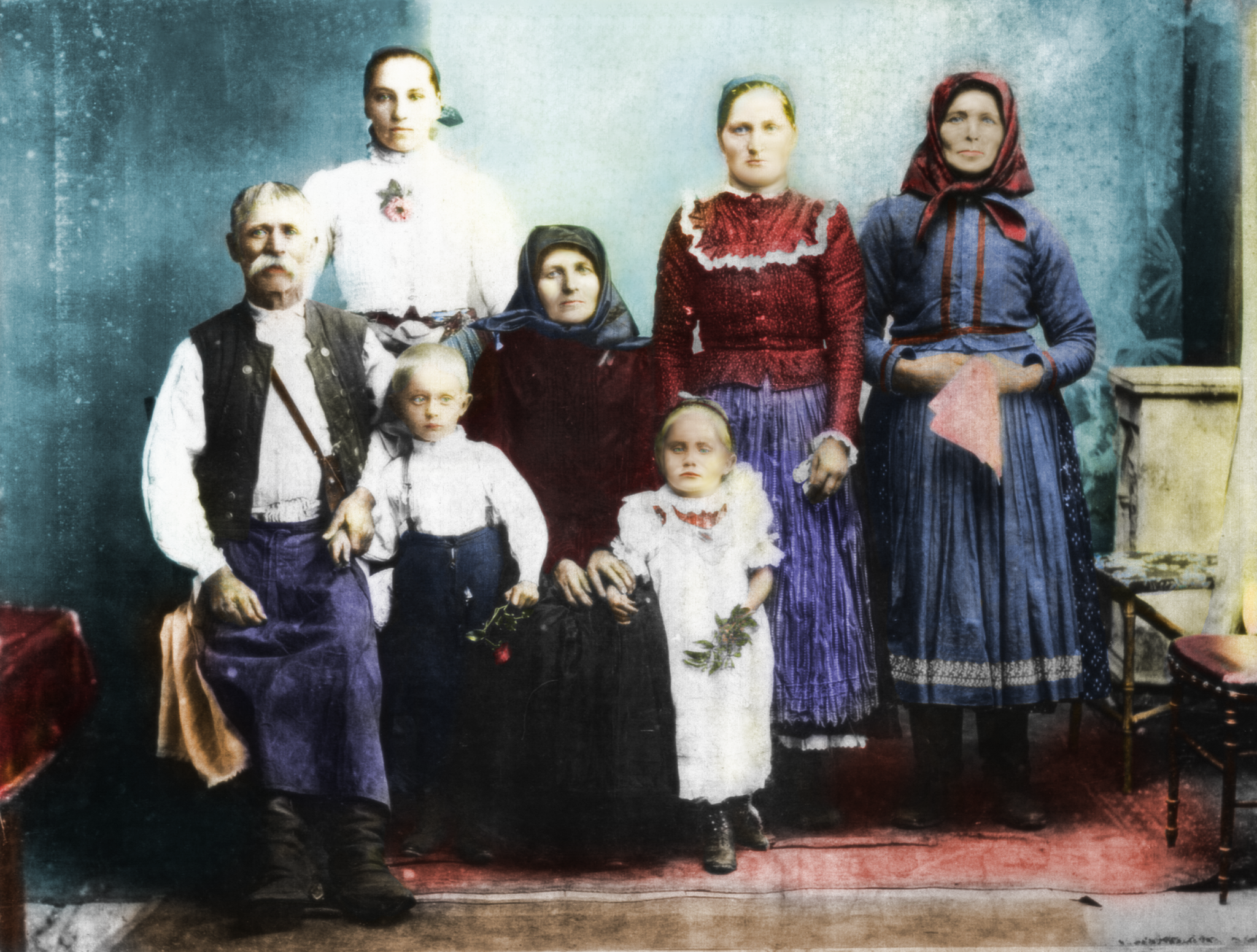
Словацька сім'я в Угорщині (1907 рік, Шаторальяуйхей)

Словаки в Угорщині (словац. maďarskí slováci) є третьою за величиною меншиною Угорщини, після циган і німців. За даними перепису 2001 року, 17 692 людини в Угорщині називали себе словаками. Загальна кількість людей, які говорять словацькою мовою, становить 56 107.  За оцінками національних організацій, в Угорщині налічується 100 000-110 000 чоловік словацького походження. Отже, чисельність словаків в Угорщині знаходиться в діапазоні від 0,18% до 1,1% від загальної чисельності населення Угорщини.  

## Історія
Присутність словаків на території сучасної Угорщини вперше було відзначено в часи Середньовіччя.  У IX-X століттях території, населені словаками, входили до складу Великої Моравії. Згодом в кінці IX століття ці землі були завойовані Угорським князівством, яке в 1000 році було перетворено в королівство Угорщина. У XVI столітті, після битви при Могачі, яка сталася в 1526 році під час Османських воєн в Європі, королівство Угорщина було розділено на три частини. Райони з словацьким населенням здебільшого потрапили під владу Королівської Угорщини, контрольованої Габсбургами. Після того, як турки зазнали поразки в кінці XVII століття, все землі словаків були об'єднані під владою Габсбургів. У той час словаки жили в основному в північній частині країни, яка тоді носила назву Верхня Угорщина (де зараз і знаходиться Словаччина). У XVIII і XIX століттях деякі словацькі мігранти почали селитися в інших землях імперії, в тому числі і в північній частині сучасної Угорщини. Приблизно тоді ж словаки почали вимагати автономії в рамках Угорського королівства в складі Австрійської імперії, що послужило причиною до розбратів між угорцями та словаками. Згідно Тріанонського договору 1920 року, більшість з територій королівства Угорщини, які були населені словаками, стали частиною Чехословаччини.  Деякі словаки, проте, залишилися жити в межах нової Угорщини. За даними перепису в Австро-Угорщині, проведеного в 1900 році, на території сучасної Угорщини проживало 192 000 словаків (2,8% від загальної чисельності населення).  За даними угорського перепису 1920 року, 141 882 людей говорили словацькою.  У тому ж році відбувся угорсько-чехословацький обмін населенням. Він був повторно проведений після закінчення Другої світової війни: тоді з Угорщини в Словаччину переїхало 73 тисячі осіб. 